# Maxwell Lord
Maxwell Lord IV és un supermalvat fictici que apareix en els còmics publicats per DC Comics. El personatge va aparèixer per primera vegada en Justice League # 1 (maig de 1987) i va ser creat per Keith Giffen, J.M. DeMatteis i Kevin Maguire. Maxwell Lord va ser presentat originalment com un home de negocis astut i poderós que era un aliat de la Lliga de la Justícia i va ser influent en la formació de la Lliga de la Justícia Internacional, però després es va convertir en un adversari de Wonder Woman i la Lliga de la Justícia.
Maxwell Lord va aparèixer en un episodi de Smallville interpretat per Gil Bellows. També va estar en la primera temporada de la sèrie de televisió Supergirl interpretat per Peter Facinelli, en aquesta versió és el fundador de Lord Technologies i desconfia de moltes agències governamentals i superherois. El personatge va fer el seu debut cinematogràfic en la pel·lícula de DC Esteneu Universe Wonder Woman 1984 (2020) com un carismàtic empresari i emprenedor, interpretat per Pedro Pascal. Una nova versió interpretada per Sean Gunn apareixerà en la pròxima franquícia DC Universe (DCU).